# 유클리드 기하학

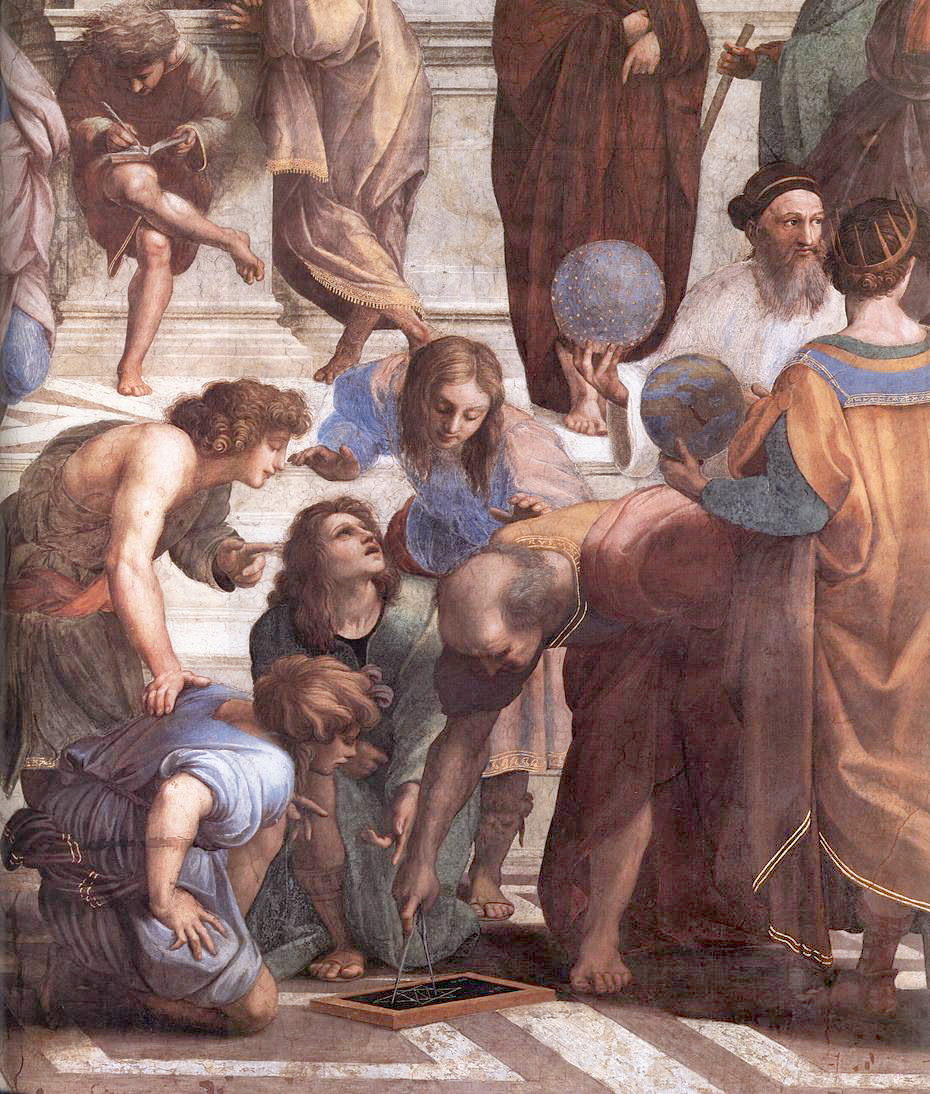
한 그리스의 수학자가 컴퍼스로 작도를 하고 있는 모습. (라파엘로의 ‘아테네 학당’ 일부)

유클리드 기하학(-幾何學, Euclidean geometry)은 고대 그리스의 수학자 에우클레이데스(유클리드)가 구축한 수학 체계로 《원론》은 기하학에 관한 최초의 체계적인 논의로 알려져 있다. 유클리드의 방법은 직관적으로 받아들일 수 있는 공리를 참으로 간주한다. 이로부터 연역적으로 명제 (정리)를 이끌어낸다. 유클리드가 이끌어낸 많은 성과는 일찍이 오래전의 수학자들에게 알려져 있었던 것이나, 유클리드는 포괄적인 추론과 논리를 통해 그 명제들이 왜 성립할 수 있는가를 보인 최초의 인물이다. 그의 《원론》은 평면 기하학과 함께 시작되며, 아직도 중등 수학교육에서는 최초의 공리계이자 최초의 정형화된 증명의 예로 가르치고 있다. 이는 3차원에서의 공간 기하학으로 계속해서 이어진다. 현재 대수학과 정수론으로 불리는 《원론》의 많은 결론들은 기하학적 언어로 표현되어 있다.
유클리드 기하학이 아닌 다른 종류의 기하학은 한 번도 생각된 적이 없었기 때문에 2천년 동안 "유클리드"라는 수식어는 필요하지 않았다. 유클리드의 공리는 어떤 정리도 유도해 낼 수 있을 만큼 직관적으로 매우 명백한 것으로 보였고, 절대적인 의미에서 참으로 간주되었다. 그러나 오늘날에는 자기 모순이 없는 많은 다른 비유클리드 기하학이 알려져 있고, 19세기 초에 그 중 최초가 개발되었다. 유클리드 공간은 중력장이 거의 작용하지 않는 공간에서만 실제 세계와 잘 들어맞는 근사적인 이론이라는 것이 아인슈타인의 일반 상대성이론에 함축되어 있다.

## 유클리드 기하학의 공준
1. 어떤 한 점에서 어떤 다른 한 점으로 선분을 그릴 수 있다.
2. 임의의 선분을 선을 따라 다른 선분으로 연장할 수 있다.
3. 어떤 한 점을 중심으로 하고 이에 대한 거리(반지름)로 하나의 원을 그릴 수 있다.
4. 모든 직각은 서로 같다.
5. 평행선 공준: 두 직선이 한 직선과 만날 때, 같은 쪽에 있는 내각의 합이 2직각(180˚)보다 작으면 이 두 직선을 연장할 때 2직각보다 작은 내각을 이루는 쪽에서 반드시 만난다.

## 같이 보기
- 유클리드
- 《원론》